# Volksabstimmungen in der Schweiz 2006
Dieser Artikel bietet eine Übersicht der Volksabstimmungen in der Schweiz im Jahr 2006.
In der Schweiz fanden 2006 auf Bundesebene sechs Volksabstimmungen statt, im Rahmen dreier Urnengänge am 21. Mai, 24. September und 26. November. Dabei handelte es sich um ein obligatorisches Referendum, eine Volksinitiative und vier fakultative Referenden.

## Abstimmung am 23. Mai 2006

### Ergebnis
| Nr. | Vorlage                                                                                           | Art | Stimm- berechtigte | Abgegebene Stimmen | Beteiligung | Gültige Stimmen | Ja        | Nein    | Ja-Anteil | Nein-Anteil | Stände | Ergebnis |
| --- | ------------------------------------------------------------------------------------------------- | --- | ------------------ | ------------------ | ----------- | --------------- | --------- | ------- | --------- | ----------- | ------ | -------- |
| 522 | Bundesbeschluss vom 16. Dezember 2005 über die Neuordnung der Verfassungsbestimmungen zur Bildung | OR  | 4'877'897          | 1'356'059          | 27,80 %     | 1'329'116       | 1'137'450 | 191'666 | 85,58 %   | 14,42 %     | 23:0   | ja       |

### Neuordnung der Bildungsartikel
Angesichts der zunehmenden internationalen Harmonisierung im Bildungswesen und der grösser werdenden Mobilität der Bevölkerung nahm der Nationalrat 1998 eine parlamentarische Initiative von Hans Zbinden (SP) an, die «europakompatible und entwicklungsoffene» Bildungsgänge insbesondere in den Bereichen Berufsbildung sowie tertiäre und quartäre Bildung verlangte. In der Vernehmlassung äusserten sich alle grösseren angefragten Gruppen mit Ausnahme der SVP positiv, worauf die zuständige Kommission des Nationalrates 2005 ihren überarbeiteten Entwurf zum Bildungsrahmenartikel präsentierte, der weit über die ursprüngliche Forderung hinausging. Um die Wettbewerbsfähigkeit des schweizerischen Bildungssystems zu erhöhen, sollten die kantonal geregelten Schulsysteme in Teilbereichen harmonisiert werden. Die wichtigsten Punkte betrafen die ausdrückliche Pflicht zur Koordination, die einheitliche Regelung von Eckwerten bezüglich Dauer und Zielen der Bildungsstufen sowie die gesamtschweizerische Anerkennung von Abschlüssen. Der neue Verfassungsartikel fand im Parlament grosse Zustimmung und wurde nur in Details verändert. Er war weitgehend unbestritten, einzig kleine Links- und Rechtsaussenparteien sowie einzelne Kantonalparteien der SVP, der SP und der Grünen lehnten ihn ab. Die Befürworter betonten die Vorteile, die sich für Lernende ergäben, wenn sie von einem Kanton in den anderen ziehen. Ausserdem würde der Bund erst dann eingreifen, wenn die Kantone untereinander keine Lösung fänden. Die rechtskonservativen Gegner warnten vor einer Gefährdung der kantonalen Souveränität, die linken Gegner bemängelten das fehlende Recht auf Bildung. Entsprechend der Ausgangslage fiel das Ergebnis deutlich aus: Bei sehr geringer Beteiligung nahmen über vier Fünftel der Abstimmenden die Vorlage an.

## Abstimmungen am 24. September 2006

### Ergebnisse
| Nr. | Vorlage                                                                  | Art | Stimm- berechtigte | Abgegebene Stimmen | Beteiligung | Gültige Stimmen | Ja        | Nein      | Ja-Anteil | Nein-Anteil | Stände | Ergebnis |
| --- | ------------------------------------------------------------------------ | --- | ------------------ | ------------------ | ----------- | --------------- | --------- | --------- | --------- | ----------- | ------ | -------- |
| 523 | Eidgenössische Volksinitiative «Nationalbankgewinne für die AHV»         | VI  | 4'893'927          | 2'385'591          | 48,75 %     | 2'333'345       | 0'973'831 | 1'359'514 | 41,74 %   | 58,26 %     | 2½:20½ | nein     |
| 524 | Bundesgesetz vom 16. Dezember 2005 über die Ausländerinnen und Ausländer | FR  | 4'893'927          | 2'393'496          | 48,91 %     | 2'357'253       | 1'602'134 | 0'755'119 | 67,97 %   | 32,03 %     | –      | ja       |
| 525 | Änderung vom 16. Dezember 2005 des Asylgesetzes                          | FR  | 4'893'927          | 2'393'806          | 48,91 %     | 2'359'186       | 1'598'399 | 0'760'787 | 67,75 %   | 32,25 %     | –      | ja       |

### Nationalbankgewinne für die AHV
Das «Komitee sichere AHV» (Kosa) strebte danach, einen Beitrag zur Sicherstellung der Finanzierung der AHV zu leisten, weshalb es im Oktober 2002 eine Volksinitiative einreichte. Sie verlangte, dass der jährliche Reingewinn der Schweizerischen Nationalbank – abzüglich einer Milliarde Franken für die Kantone – künftig an die AHV geht. Während der Bundesrat die Initiative zur Ablehnung empfahl, beschloss das Parlament einen indirekten Gegenvorschlag: Bei einer Ablehnung der Initiative sollten einmalig sieben Milliarden Franken aus dem Verkauf der überschüssigen Goldreserven der Nationalbank ohne Zweckbindung dem AHV-Fonds übertragen werden. Zu den Befürwortern der Initiative gehörten linke Parteien, EVP, Schweizer Demokraten und die Gewerkschaften. Allen voran die SP argumentierte, dass mit diesem Zuschuss die AHV noch auf mindestens zehn Jahre hinaus ohne Erhöhung der Beiträge oder der Mehrwertsteuer und ohne Leistungskürzungen sicher finanziert werden könne. Die Mitte- und Rechtsparteien sowie die Nationalbank und die Wirtschaftsverbände waren der Ansicht, dass diese Massnahme kein geeignetes Instrument zur Sanierung des AHV-Fonds sei. Die Nationalbankgewinne würden stark schwanken und die Nationalbank käme mit der Erwartung einer möglichst hohen Gewinnablieferung unter unzulässigen politischen Druck, was sich auf die Erfüllung ihrer Aufgaben negativ auswirken würde. Ausserdem warnten die Kantonsregierungen vor Mindereinnahmen von jährlich 660 Millionen Franken. Eine deutliche Mehrheit der Abstimmenden lehnte die Vorlage ab, zustimmende Mehrheiten gab es nur in den Kantonen Basel-Stadt, Genf und Tessin.

### Ausländergesetz
1982 war eine Revision des seit 1931 bestehenden Ausländergesetzes knapp in einer Volksabstimmung gescheitert. Daraufhin liess sich der Bundesrat zwei Jahrzehnte Zeit, ehe er im März 2002 dem Parlament einen neuen Gesetzesentwurf präsentierte. Die lange Pause erklärte er unter anderem damit, dass er die Volksabstimmung über die bilateralen Verträge mit der EU abwarten wollte, da diese unter anderem den Personenverkehr zwischen der Schweiz und den Staaten der EU bzw. der EFTA regeln. Der neue Entwurf bezog sich deshalb nur noch auf Personen aus Drittstaaten. In der Debatte verschärfte das Parlament die bundesrätliche Vorlage in mehreren Punkten. Personen aus Drittstaaten sollten nur noch zum Schweizer Arbeitsmarkt zugelassen werden, wenn sie über eine besondere berufliche Qualifikation verfügen. Der Familiennachzug sollte einheitlich geregelt sowie der Berufs-, Stellen- und Kantonswechsel für zugelassene Ausländer vereinfacht werden. Ebenso sollten die Integration von Zugewanderten verstärkt und Missbräuche härter bestraft werden. Gegen das neue Gesetz ergriffen die Grünen und die SP das Referendum, unterstützt von Gewerkschaften, kirchlichen Organisationen und Hilfswerken. Sie bezeichneten das neue Gesetz als diskriminierend, da es den EU-Bürgern mehr Rechte zugestehe als Menschen aus andern Ländern; ausserdem seien sämtliche Vorschläge für die Regularisierung der Sans-papiers abgelehnt werden. Die Befürworter betonten, das bestehende Gesetz sei veraltet, qualifizierte Arbeitskräfte aus Drittstaaten blieben weiterhin zulässig und die Integration insbesondere von Kindern werde verbessert. Mehr als zwei Drittel der Abstimmenden nahmen die Vorlage an.

### Asylgesetz
Obwohl das Asylgesetz erst 1999 letztmals vollständig revidiert worden war, unterbreitete der Bundesrat dem Parlament bereits im September 2002 verschiedene Änderungsvorschläge. Die Vorlage war kontrovers, der Nationalrat allein beriet mehr als 200 Änderungsanträge. Gemäss der in mehreren Punkten verschärften Vorlage sollte die Schweiz auf Asylgesuche von Personen, die sich vorher in einem sicheren Drittstaat aufgehalten haben, grundsätzlich nicht mehr eintreten. Dasselbe sollte neu auch für Gesuche von Personen ohne gültige Identitätspapiere gelten, wenn sie ihre Papierlosigkeit nicht glaubhaft begründen können. Abgewiesene Asylbewerber sollten nur noch Nothilfe anstatt Sozialhilfe erhalten. Ausserdem sollten die Zwangsmassnahmen im Vollzug verschärft, gleichzeitig aber auch die Rechtsstellung von vorläufig Aufgenommenen verbessert werden. Gegen den Beschluss des Parlaments ergriffen die Grünen und die SP das Referendum. Im Gegensatz zum Ausländergesetz erhielten sie zusätzlich Unterstützung durch einzelne CVP- und FDP-Kantonalparteien. Die Gegner hielten vor allem die neuen Bestimmungen zu den Identitätspapieren und zum Sozialhilfestopp für unmenschlich; zudem bedeute die Bestimmung, auch Kinder und Kranke dem Sozialhilfestopp zu unterziehen, einen Bruch mit der humanitären Tradition der Schweiz. Nach Ansicht der Befürworter würde das neue Gesetz die freiwillige Rückkehr erleichtern. Echte Flüchtlinge könnten auch bei fehlenden Papieren weiterhin Gesuche stellen und würden nach einem positiven Bescheid besser integriert. Zudem seien die Gesetzesänderungen vereinbar mit der UNO-Flüchtlingskonvention und der EMRK. Die Zustimmung war ähnlich deutlich wie beim Ausländergesetz.

## Abstimmung am 23. Mai 2006

### Ergebnisse
| Nr. | Vorlage                                                                           | Art | Stimm- berechtigte | Abgegebene Stimmen | Beteiligung | Gültige Stimmen | Ja        | Nein      | Ja-Anteil | Nein-Anteil | Stände | Ergebnis |
| --- | --------------------------------------------------------------------------------- | --- | ------------------ | ------------------ | ----------- | --------------- | --------- | --------- | --------- | ----------- | ------ | -------- |
| 526 | Bundesgesetz vom 24. März 2006 über die Zusammenarbeit mit den Staaten Osteuropas | FR  | 4'902'446          | 2'205'269          | 44,98 %     | 2'168'684       | 1'158'494 | 1'010'190 | 53,42 %   | 46,58 %     | –      | ja       |
| 527 | Bundesgesetz vom 24. März 2006 über die Familienzulagen (Familienzulagengesetz)   | FR  | 4'902'446          | 2'206'479          | 45,01 %     | 2'178'211       | 1'480'796 | 0'697'415 | 67,98 %   | 32,02 %     | –      | ja       |

### Schweizer Beitrag an ausgewählte EU-Mitgliedstaaten
Seit 1995 bestand eine gesetzliche Grundlage zur Unterstützung ehemals kommunistischer Staaten in Osteuropa. Da diese auf zehn Jahre beschränkt war, schlug der Bundesrat im März 2004 ein neues Bundesgesetz über die Zusammenarbeit mit diesen Staaten vor. Dieses bildete gleichzeitig die Rechtsgrundlage für einen freiwilligen Kohäsionsbeitrag in der Höhe von einer Milliarde Franken (Schweizer Beitrag an ausgewählte EU-Mitgliedstaaten) zugunsten der zehn neuen EU-Staaten. Sie sollten dadurch bei ihren Bemühungen zum Aufbau und zur Festigung der Demokratie sowie beim Übergang zur Marktwirtschaft unterstützt werden, sei es in technischer oder finanzieller Form. Der Betrag sollte durch Anpassungen innerhalb des Bundesbudgets kompensiert werden, um die Steuerzahler nicht zusätzlich zu belasten. Gegen den entsprechenden Beschluss des Parlaments ergriffen die SVP, die AUNS, die Schweizer Demokraten und die Lega dei Ticinesi das Referendum. Während sich die Kritik der SVP weitgehend gegen die ihrer Meinung nach intransparente Art der Finanzierung richtete, waren die Kampagnen der anderen Gegner offen antieuropäisch. Es sei unlogisch, Länder zu unterstützen, die künftig der Schweiz wirtschaftlich Konkurrenz machen könnten. Ausserdem führe die Kohäsionsmilliarde unweigerlich zu weiteren Forderungen der EU. Die linken und bürgerlichen Befürworter argumentierten, dass die Schweiz langfristig profitieren werde, indem Partnerschaften aufgebaut und Umweltprobleme verringert würden. Die Finanzierung erfolge budgetneutral, und es entstünden für die Schweiz keine Verpflichtungen gegenüber künftigen EU-Staaten. Eine relativ knappe Mehrheit der Abstimmenden nahm die Vorlage an, Nein-Mehrheiten resultierten in der gesamten Zentral- und Ostschweiz (ausser in Graubünden) sowie im Tessin.

### Familienzulagen
Die Gewerkschaftsdachorganisation Travail.Suisse reichte 2003 eine Volksinitiative ein, die für jedes Kind eine Familienzulage von 450 Franken monatlich forderte. Als Reaktion darauf schlug der Bundesrat vor, einen seit 1998 vorliegenden Gesetzesentwurf zu einer parlamentarischen Initiative als Grundlage für einen indirekten Gegenvorschlag zu nutzen. Der entsprechende Entwurf lag im September 2004 vor und wurde von beiden Parlamentskammern mit knapper Mehrheit angenommen. So sollten die Familienzulagen zwar weiterhin kantonal geregelt, jedoch die Unterschiede zwischen den Kantonen verringert werden. Für alle Kinder von Arbeitnehmenden sollte eine monatliche Zulage von mindestens 200 Franken bis zum 16. Altersjahr garantiert werden bzw. eine Zulage von 250 Franken für 16- bis 25-Jährige in Ausbildung. Darüber hinaus sollten die Kantone die Möglichkeit erhalten, über die Minimalanforderungen des Bundes hinauszugehen und andere Finanzierungsmodelle einzuführen. Travail.Suisse zeigte sich mit dem Ergebnis zufrieden und zog die Initiative zurück. Hingegen ergriff ein vom Gewerbeverband unterstütztes Komitee das Referendum gegen das Gesetz. Zu den Gegnern gehörten auch FDP, LPS, SVP und Economiesuisse. Sie kritisierten die zusätzliche Belastung der Arbeitgeber und die Einschränkung der Hoheit der Kantone durch die Festlegung eines einheitlichen Minimalsatzes. Parteien der Linken und der Mitte sowie Gewerkschaften und kleine Rechtsaussenparteien befürworteten die Gesetzesänderung. Sie hoben vor allem die nationale Harmonisierung hervor, die in den meisten Kantonen eine Erhöhung der Leistungen bringe und die finanzielle Lage vieler Familien verbessere. Unerwartet deutlich nahmen über zwei Drittel der Abstimmenden die Vorlage an, einzig im Kanton Appenzell Innerrhoden resultierte eine knappe ablehnende Mehrheit.